# Station Warlubie
Station Warlubie is een spoorwegstation in de Poolse plaats Warlubie.